# Married in Haste
Married in Haste er en amerikansk stumfilm fra 1919 af Arthur Rosson.

## Medvirkende
- Albert Ray som Sam Morgan
- Elinor Fair som Constance Winwood
- Robert Klein som Agramonte
- Don Bailey som Brown
- Bowditch M. Turner som Hernandez